# The Twilight Samurai
The Twilight Samurai (たそがれ清兵衛?, Tasogare Seibei, lett. "Seibei del tramonto") è un film del 2002 diretto da Yōji Yamada. Fu candidato all'Oscar al miglior film straniero. È stato trasmesso in televisione col titolo Il crepuscolo del samurai. 
Il film ha avuto un ottimo successo internazionale ed ha ricevuto la nomination all'Oscar al miglior film internazionale. La pellicola costituisce il primo capitolo della Trilogia del samurai del regista, insieme ai successivi The Hidden Blade e Love and Honor.

## Trama
Seibei Iguchi, dopo la morte della moglie per tubercolosi, è diviso tra i suoi doveri di samurai e gli obblighi nei confronti delle figlie e della madre anziana. L'uomo, dopo anni, incontra l'amica di gioventù Tomoe, tornata al paese dopo il divorzio da un prepotente spadaccino più anziano di lei. Tra i due c'è una reciproca attrazione, ma Saibei è riluttante a dichiararsi, vista la sua disastrosa condizione economica e la sua dissestata vita famigliare. Ma, durante un duello, sconfigge armato di un solo bastone Toyotarō, l'ex marito di Tomoe, e le sue doti di samurai sono rivelate. La voce si sparge e Seibei è così costretto dai propri doveri feudali ad impugnare la spada per uccidere Yogo, grande guerriero e disilluso oppositore del nuovo capo clan, in uno scontro che potrebbe portarlo alla morte.

## Riconoscimenti
- Nomination Oscar al miglior film straniero